# Olmsted Brothers
Pour les articles homonymes, voir Olmsted.

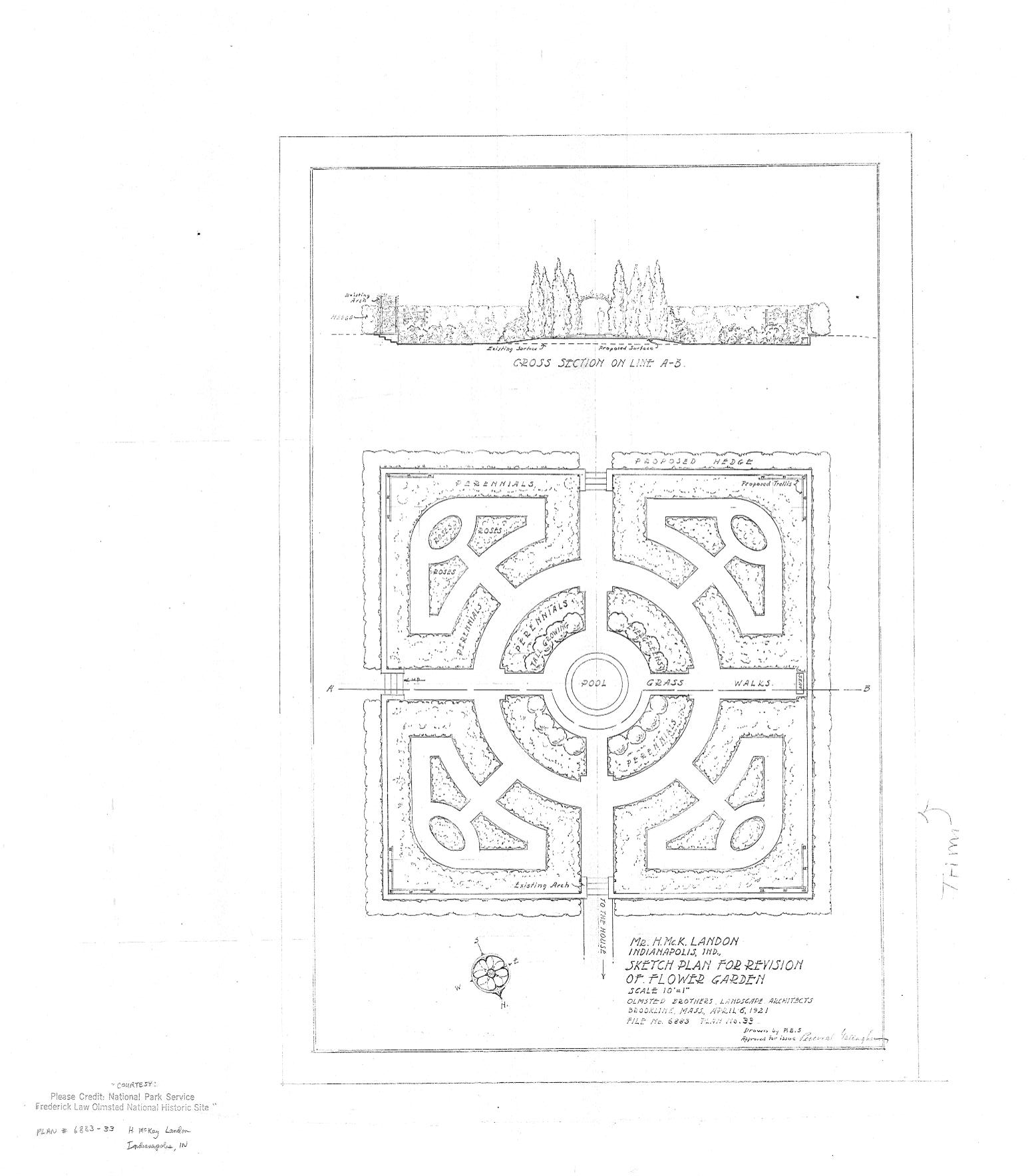
Un plan d'Olmsted Brothers pour des changements dans le « Formal Garden » au domaine Oldfields, 1921.

Olmsted Brothers est une firme d'architectes paysagers aux États-Unis ; elle fut fondée en 1898 par John Charles Olmsted (1852-1920) et Frederick Law Olmsted, Jr. (1870-1957), qui avait hérité de l'entreprise de son père, Frederick Law Olmsted. Les deux frères ont également fait partie des fondateurs de l'American Society of Landscape Architects et ont joué un rôle important dans la création du National Park Service.

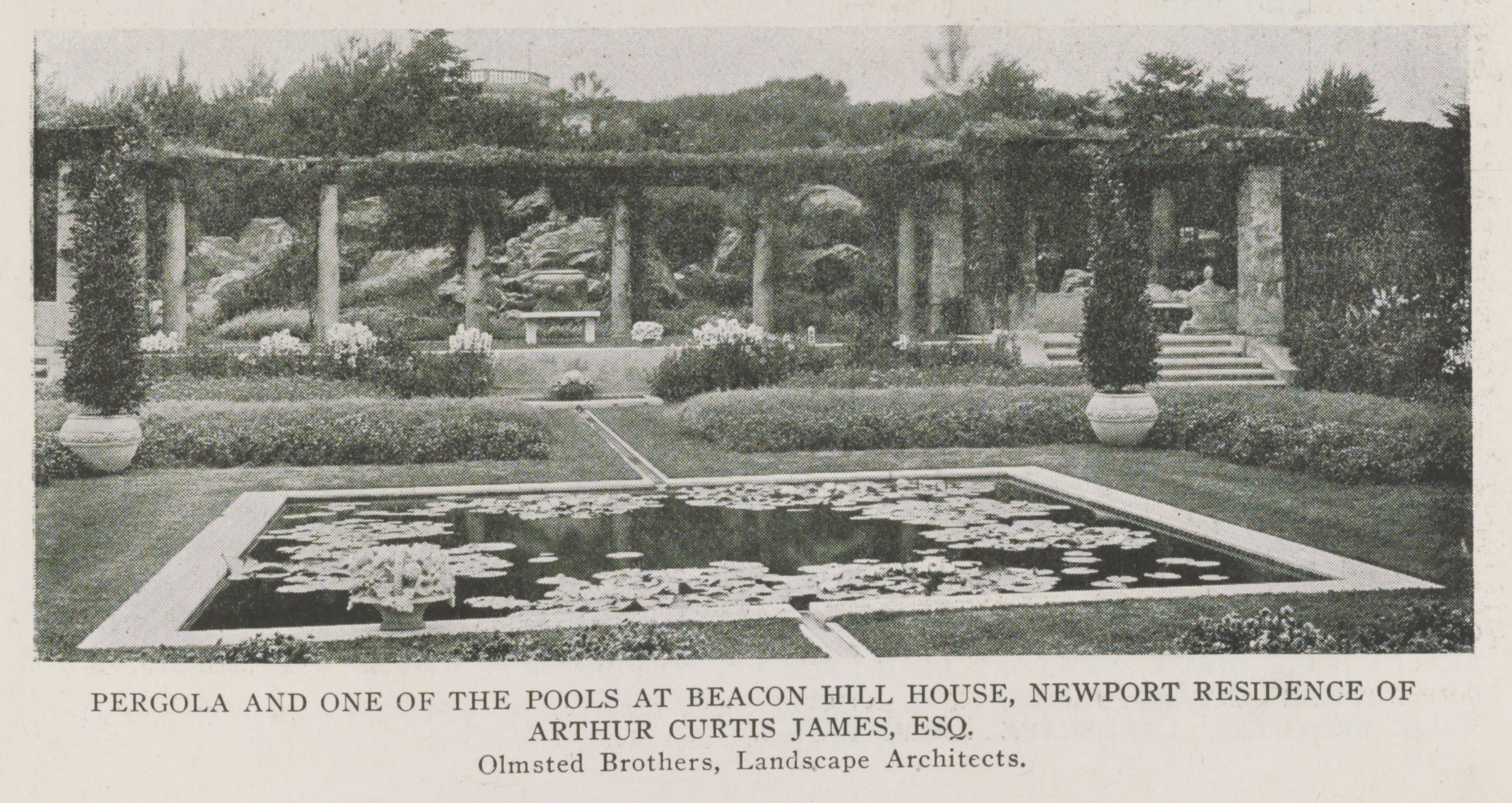
Photographie du résultat d'un travail réalisé par Olmsted Brothers pour la résidence du financier, 1918.